# Andreas Schlatter
Andreas Schlatter (genannt Schafberg-Resli, * 1814; † 15. Februar 1861) war ein Landwirt aus Signau im Schweizer Kanton Bern, der als Opfer eines Mordes starb.

## Tatumstände und Ermordung
Schlatter war alleinstehend und galt als Aussenseiter und geizig. Die Wysslers, eine mit ihm entfernt verwandte Familie, zog bei ihm ein. Jakob Wyssler war Tagelöhner und von der Armut betroffen. Schlatter teilte so gut wie nie seine Vorräte mit ihnen und drohte bei Diebstählen auf seinem Grundstück einschliesslich Holzfrevel in seinem Wald mit Strafanzeigen.
Die Eheleute Jakob und Verena Wyssler solidarisierten sich mit dem benachbarten Bauern Jakob Stucki und dessen Knecht Samuel Krähenbühl gegen Schlatter und hegten über längere Zeit einen Mordplan. Am 15. Februar 1861 konsumierten sie Schnaps, um sich Mut anzutrinken. Schon zu einem früheren Zeitpunkt hatte Stucki im Auftrag der Wysslers Rattengift gekauft, doch der Versuch, Schlatter zu vergiften, gelang nicht. Diesmal lieh er seinem Knecht eine Eisenstange, und dieser erklärte sich bereit, die Mordtat auszuführen. Nach einem Wortwechsel wegen eines Holzdiebstahls schlug Krähenbühl auf den Bauern ein, bis dieser blutend zusammensank. Doch der vermeintliche Tote stand aufrecht im Stall, als Wyssler und Krähenbühl ihn im Nachhinein aufsuchten. Der Knecht versetzte dem Bauern erneut Schläge. Anschliessend trugen sie ihr Opfer auf das Pferdefuhrwerk und stürzten es hinunter. Mit diesem Vorgehen wollten sie den Glauben erwecken, Schlatter sei aus Unachtsamkeit gestürzt. Weil dieser noch lebte, gab Frau Wyssler den Rest – mit dem Schuhmacherhammer ihres Mannes.

## Folgen
Die gerichtsmedizinische Untersuchung zeigte, dass Schlatters Schädeldach in mehr als 60 Stücke zerbrochen war. Somit war klar, dass es sich um eine Mordtat und nicht einen Unfall handelte. Das mörderische Quartett geriet in Verdacht, unter anderem, weil Samuel Krähenbühl bei der Ortspolizei seinen Heimatschein abholen wollte. Am 13. und 14. Juni 1861 wurde ihnen der Prozess gemacht. Das Geschworenengericht verurteilte sie allesamt zum Tode. Sie wurden am 8. Juli, nachdem ihnen morgens um 4 Uhr im Amtshaus von Langnau im Emmental das Urteil verlesen worden war, durch den Scharfrichter Franz Josef Mengis im Ramserengraben hingerichtet.

## Literarische Bearbeitung
Im August 2017 erschien im Limmat Verlag der Kriminalroman «Keinen Seufzer wert», in dem die Autorin Barbara Lutz – basierend auf historischen Quellen – den Mordfall literarisch verarbeitete. 2018 wurde der Autorin für diesen Roman vom Kanton Bern ein mit 10.000 Franken dotierter Literaturpreis für herausragende Arbeiten verliehen.